# SWAグループ
SWAグループ（SWA Group、えすだぶりゅーえー-）SWAは世界最大規模のランドスケープアーキテクチュア・ランドスケープデザイン（景観設計）グループ。環境デザイン、都市計画、建築やアーバンデザインを専門分野にする技能集団。
アメリカ合衆国他、現在では世界規模で事業展開する。てがけたプロジェクトは600以上もの賞を受賞。
創設の経緯から、スタッフの多くはハーバード大学デザイン大学院出身。スタッフの多くがハーバード大学をはじめ多くの大学のランドスケープ学科で教壇にも立って、後身の育成にあたっている。

## 沿革
- 1957年、ヒデオ・ササキとピーター・ウォーカーがSasaki Walker and Associates として創設
- 1959年、ウォーカーがサンフランシスコにSasaki Walker and Associatesの支部事務所を開設
- 1973年、SWAに改名。社員によって100パーセント所有される企業となる手段「従業員持ち株制度」(ESOP) を利用し、米国西海岸初の従業員所有企業のひとつとなる
- 1975年にSWA Groupと社名を変更。現在に至る
- 2005年には全米ランドスケープ・アーキテクチュア協会（ASLA）指定「ランドスケープ・アーキテクチュア企業賞」受賞

## 主な作品
ゴールデンゲートブリッジやディズニーワールドユニバーサル・スタジオのランドスケープ、アジアでは北京金融街など、日本でもよく知られるランドスケープの実績を持つ。
日本ではベイマークスクエア（千葉市美浜区高洲、野村不動産グループ）ウィルズスクエア（神奈川県相模原市、2001年、野村不動産）ライオンズ浜田山セントマークス（東京都杉並区、大京）大日本印刷 DNP五反田ビル（東京都品川区）グランドステージ磯子（横浜市磯子区、株式会社ヒューザー、第4回日本住宅建設産業協会最優秀事業賞中高層分譲住宅部門）ガーデナヴィルマグノリア市川妙典（千葉県市川市妙典、相鉄不動産と藤和不動産）ファインストーリア（東京都稲城市、2003年、野村不動産、積水ハウス、栄泉不動産）サンシティ横浜（横浜市保土ヶ谷区）及びサンシティ宝塚（兵庫県宝塚市、株式会社ハーフ・センチュリー・モア）東京外国語大学府中キャンパス（東京都府中市）リージャスクレストゴルフクラブ（広島県安芸高田市高宮町）などがある。